# L’Escala
L’Escala település Spanyolországban, Girona tartományban. L’Escala Sant Pere Pescador, Torroella de Montgrí, Bellcaire d’Empordà, Albons, Viladamat, Ventalló és L’Armentera községekkel határos. Lakosainak száma 10 429 fő (2024).

## Népesség
A település népessége az elmúlt években az alábbi módon változott:
| Lakosok száma | 390  | 2629 | 2489 | 2451 | 4713 | 7455 | 10 140 | 10 143 | 10 339 | 10 429 |
|               | 1717 | 1887 | 1936 | 1960 | 1986 | 2004 | 2009   | 2014   | 2019   | 2024   |